# Lieve Van de Velde
Lieve Van de Velde (29 juli 1958) is een Belgisch volleybalster.

## Levensloop
Van de Velde was actief bij VC Temse Dames. Met deze club dwong ze in seizoen 1974-'75 de promotie af naar Eredivisie. Ook werd ze met Temse in 1978-'79 bekerwinnaar en in 1981-'82 landskampioen. 
Haar broer Luc en neef Robbe zijn/waren eveneens actief in het volleybal. Evenals haar echtgenoot Ludwig Van Hecke, hun dochter Lise en schoonzoon Wout Wijsmans.